# Cultura de Kazajistán
Antes de la conquista Rusa, los kazajos no tenían una familia de cultura bien articulada en función de su economía pastoril. El Islam fue introducido a Kazajistán en el siglo VII al siglo XII. Además del cordero, muchas otras comidas tradicionales conservan un valor simbólico en la cultura kazaja. La cultura kazaja está muy condicionada por un estilo de vida formada por turcos. 
Debido a que la ganadería era fundamental para el estilo de vida kazajo, la mayoría de sus prácticas y costumbres formadas se relacionan de alguna manera a la ganadería. Las maldiciones y bendiciones tradicionales invocaron enfermedad o fecundidad entre los animales, y los buenos tratos requerían que una persona preguntara primero sobre la salud del ganado del hombre cuando lo saluda y sólo después preguntar sobre los aspectos de su vida. 
La vivienda tradicional kazaja es la yurta, una tienda de campaña hecha por madera de sauce y fieltro, consiste en un marco flexible de madera de sauce cubierto con espesores variables de fieltro. Los techos abiertos permiten que el humo de la chimenea pueda escapar; la temperatura puede ser controlada que aumenta o disminuye el tamaño de la abertura. Una yurta bien construida puede enfriarse en el verano y estar caliente en el invierno, y puede desmontarse o instalarse en menos de una hora. El interior de la yurta es reservado para hombres y dejado para las mujeres. Las Yurtas pueden ser frecuentemente utilizadas como un motivo decorativo en restaurantes y otros edificios públicos.

## Religión
El Islam es la religión mayoritaria en Kazajistán, seguida por la Iglesia ortodoxa rusa. Por tradición, los kazajos son musulmanes sunitas, y los rusos son rusos ortodoxos. Aproximadamente el 60% de la población es musulmana.
La mayoría son sunitas de la escuela Hanafí, incluyendo los étnicos kazajos, quienes constituyen alrededor del 60% de la población, como también por la étnica uzbeka, uigures y los tártaros. Menos del 25% de la población de Kazajistán es ortodoxa rusa, incluyendo rusos, ucranianos y bielorrusos. Otros grupos de religión incluyen el Judaísmo, bahaísmo , Hare Krishna, Budistas y La Iglesia de Jesucristo de los Santos de los Últimos Días.

## Vestimenta
los kazakos visten la ropa tradicional, aunque también hay kazakos que visten con ropa occidental. Con respecto a la ropa tradicional, las mujeres visten una prenda parecida a una camisa conocida como köylek. Las chicas solteras suelen usar un köylek, el cual generalmente está fabricado con tela ligera y suave que acentúa la cintura,  así como una bufanda con casquete y una gorra con bordes de piel.  

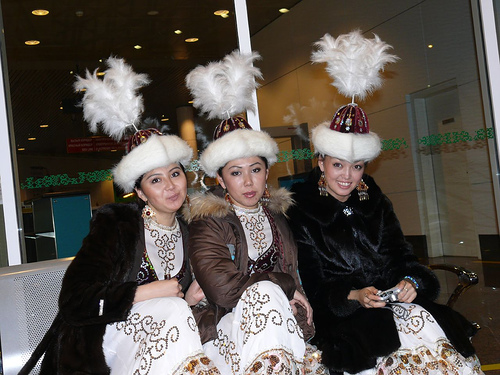
Mujeres con ropa tradicional.

Después del nacimiento de su primer hijo, una mujer usa un sombrero de tela blanca (a menudo para el resto de su vida). Los detalles del sombrero varían de una región a otra. Las niñas kazajas usan pantalones hechos de piel de oveja, telas caseras y telas gruesas de algodón. Pueden ser cortos (shalbar) o largos (dalbar). Tiene dos partes: la parte inferior (kimeshka) se coloca en la cabeza y la parte superior se tuerce para formar un turbante. Los sombreros de las chicas más ricas están hechos de tela de terciopelo brillante y bordados con hilo dorado.
Una prenda básica de la vestimenta kazaja es el  chapan o shapan, una túnica larga y holgada, fabricada con varias telas y  disponibles en una variedad de colores (la mayoría de las veces monocromáticos u oscuros). Los chapan están forrados con una capa de lana o algodón. A diferencia otras prendas, no es específica de género y es usada por hombres y mujeres. 
También, tanto mujeres como hombres usan un kupe, el cual es un abrigo que suele estar fabricado con piel de zorro, aunque, en algunos casos, está fabricado con piel de cabra. Por lo general, está forrado con lana de camello u oveja y tiene un dobladillo con piel de nutria en las mangas para abrigarse durante principios de primavera y otoño. El kupe femenino se distingue del del hombre por su cuello bordado. Los chapans festivos de terciopelo están decorados con cepillados y bordados dorados.

## Deportes

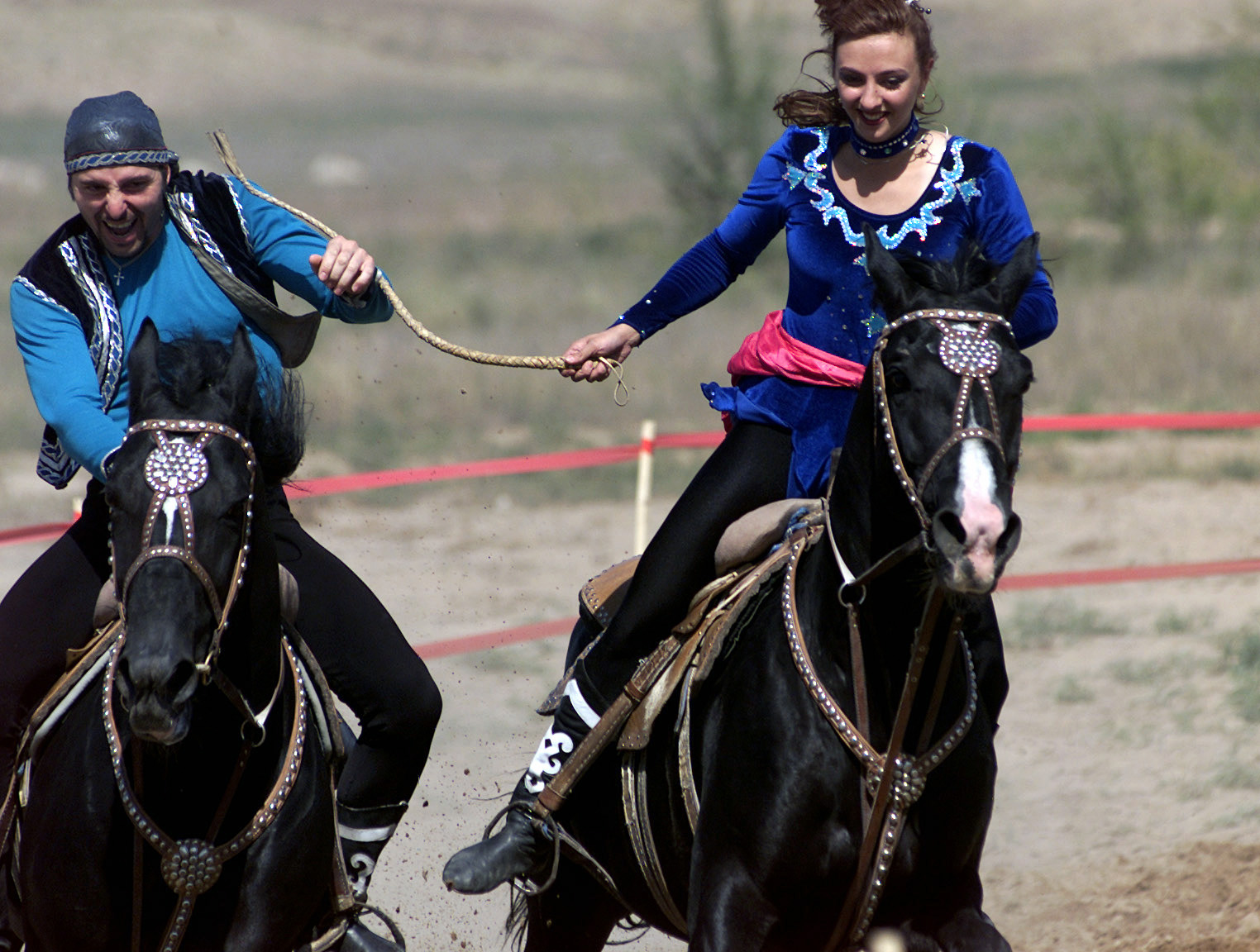
Equitación tradicional Kazaja, juego de "Catch the Girl" (Kuuz kuu).

Se cultivó un gran interés en deportes, educación física y actividades extracurriculares. Kazajistán ha logrado cierto éxito en competiciones internacionales en halterofilia, hockey sobre hielo, y boxeo. Kazajistán ganó 8 medallas en los Juegos Olímpicos de Atenas 2004 - la mayor cifra para cualquier nación en el oeste de Asia. 
El fútbol también es popular, con la Super Liga de Kazajistán en el alto nivel de competición para el deporte en el país. 
Una gran cantidad de ciclistas que compiten en el circuito europeo proceden de Kazajistán. El más notable es Aleksandr Vinokúrov, que ha conseguido dos París-Niza y el tercer lugar en el Tour de Francia del 2003 y el Amstel Gold Race. Vinokourov lleva el equipo Astana que es apoyado por una coalición de empresas kazajas. Este equipo está registrado en UCI ProTour y compite en las carreras más importantes, incluyendo el Tour de Francia. 
El rugby también tiene un amplio seguimiento en Kazajistán, con más de 10,000 fanes observando constantemente al equipo nacional. Los triunfos grandes recientes en Sri Lanka y el Golfo Pérsico han dado la razón de que podrían ser candidatos para calificar para la Copa Mundial de Rugby de 2011.

## Películas
En septiembre del 2006, el gobierno anunció que estaba financiando la distribución de una película multimillonaria llamada Nomad sobre la historia del gobierno de la nación de Kazajistán. La película comenzó en el 2003, y ha sido plagada de problemas de desarrollos múltiples, finalmente lanzada en el 2006.
Desde el momento, películas como Mongol, Tulpan y Kelin han sido lanzadas. Las tres películas se presentaron para el premio de la Academia a Mejor Película de Lenguas Extranjeras. La película Tulpan ganó un premio en el 2008. La película muda Kelin hizo la lista de los Premios de la Academia número 82.